# Потонувший колокол (фильм)
«Потонувший колокол» (1920) — немой художественный фильм В. Черноблера по одноимённой пьесе Г. Гауптмана. Фильм вышел на экраны 18 июня 1920 года в Тифлисе (съёмки были закончены в ноябре 1918 года). Фильм не сохранился.

## Художественные особенности
Критика отмечала, что в фильме «лешие и эльфы», «гигантские глинистые и каменистые скаты, густые заросли, провалы и море», «настоящее море, волнующееся не при помощи солдатских спин».